# 刘培植
刘培植（1917年—2006年12月15日），陕西宜君人，中华人民共和国政治人物。
早年参加中国工农红军，担任陕甘省委白区工作科科长兼中共宜君县委书记、陕甘苏维埃政府粮食部副部长、红一方面军政治部统战科科长，中共中央东北军工作委员会组织部部长、中央调查研究局军事研究室主任等。中华人民共和国成立后，担任东北人民政府林业部副部长、部长，中央农业部国营农场管理总局局长，中央农垦部部长助理兼党委书记，农业部副部长退休後參與創立世界华人联合总会。